# Île des Sœurs
Die Île des Sœurs („Insel der Nonnen“) ist eine Insel im Südwesten der kanadischen Provinz Québec. Sie liegt im Sankt-Lorenz-Strom, gehört zum Hochelaga-Archipel und ist von der Île de Montréal durch einen 300 Meter breiten Nebenarm getrennt. Die 3,74 km² große Insel ist Teil des Arrondissements Verdun der Stadt Montreal. Auf der Île des Sœurs leben rund 16.000 Einwohner.

## Beschreibung
Erreichbar ist die Île des Sœurs über drei Autobahnbrücken, die im äußersten Norden der Insel aufeinandertreffen. Die Autoroute 15 (auch Autoroute Décarie genannt) verbindet die Île des Sœurs über die Pont Champlain mit der Île de Montréal und über die Pont de l’Île-des-Sœurs (die Teil der Pont Champlain ist) mit dem Festland. Die Pont Clément führt zur Autoroute 10 (Autoroute Bonaventure).
Die Insel ist aufgrund ihrer Nähe zum Stadtzentrum überwiegend ein dicht bebautes Wohnviertel. Mit Ausnahme des nördlichen Endes ist sie weitgehend vom Durchgangsverkehr befreit, weshalb die Immobilienpreise überdurchschnittlich hoch sind. Die 26 Hektar große Domaine Saint-Paul im südlichen Teil ist ein naturbelassenes Waldstück. Das Gebiet dient als Nistplatz für über hundert Vogelarten. Neben dem Wald liegt ein kleiner See, Lac des Battures, der in den 1990er Jahren angelegt wurde, nachdem dort zunächst eine Deponie geplant war.

## Geschichte
Ursprünglich lautete der Name Île Saint-Paul, benannt nach Paul Chomedey de Maisonneuve, dem Gründer der Stadt Montreal. 1634 erwarb Jean de Lauzon, späterer Gouverneur Neufrankreichs, die Insel. Sie war Teil der ausgedehnten Seigneurie La Citière am Südufer des Sankt-Lorenz-Stroms.
Nach verschiedenen Besitzerwechseln war die Insel ab 1668 auf die Seigneurien Saint-Paul und La Noue aufgeteilt. 1706 erwarben die Nonnen der Congrégation de Notre-Dame de Montréal, einer von Marguerite Bourgeoys gegründeten Ordensgemeinschaft, die Seigneurie La Noue. Nach der britischen Eroberung wurde die andere Seigneurie im Jahr 1769 versteigert; der Zuschlag ging an die Ordensgemeinschaft, die für die nächsten 250 Jahre im Besitz der Insel blieb. Der heutige Name erschien erstmals Mitte des 19. Jahrhunderts, damals noch in der englischen Form Nuns' Island, und setzte sich um 1950 endgültig durch.
Die Nonnen betrieben auf der Insel Landwirtschaft, errichteten Gebäude und stellten später Frauen an, die ihnen bei der Viehzucht halfen. Als Folge einer Auseinandersetzung zwischen dem Orden und der Gemeinde Verdun in einer Steuerangelegenheit wurde die Insel, zu der noch keine Brücke führte, zu einer eigenständigen Gemeinde erklärt, die den Namen L’Île-Saint-Paul erhielt. 1956 verkaufte der Orden seine Grundstücke an die Quebec Home and Mortgage Company und gab die Landwirtschaft auf. Im selben Jahr verfügte die Provinzregierung die Fusion von L’Île-Saint-Paul mit Verdun.
Mit der Eröffnung der Pont Champlain im Jahr 1962 begann die planmäßige Erschließung der Île des Sœurs. Das Unternehmen Metropolitan Structures aus Chicago setzte konsequent einen Masterplan des Planungsbüros Johnson, Johnson, and Roy um. Maßgeblich an der Gestaltung beteiligt war der renommierte deutsche Architekt Ludwig Mies van der Rohe. Nach seinen Plänen entstanden bis 1969 drei Wohnhochhäuser und eine Tankstelle im modernistischen Stil.